# 山西歷史
山西省自古就有人类活动的迹象，并为漢文明的发源地之一。

## 石器时代

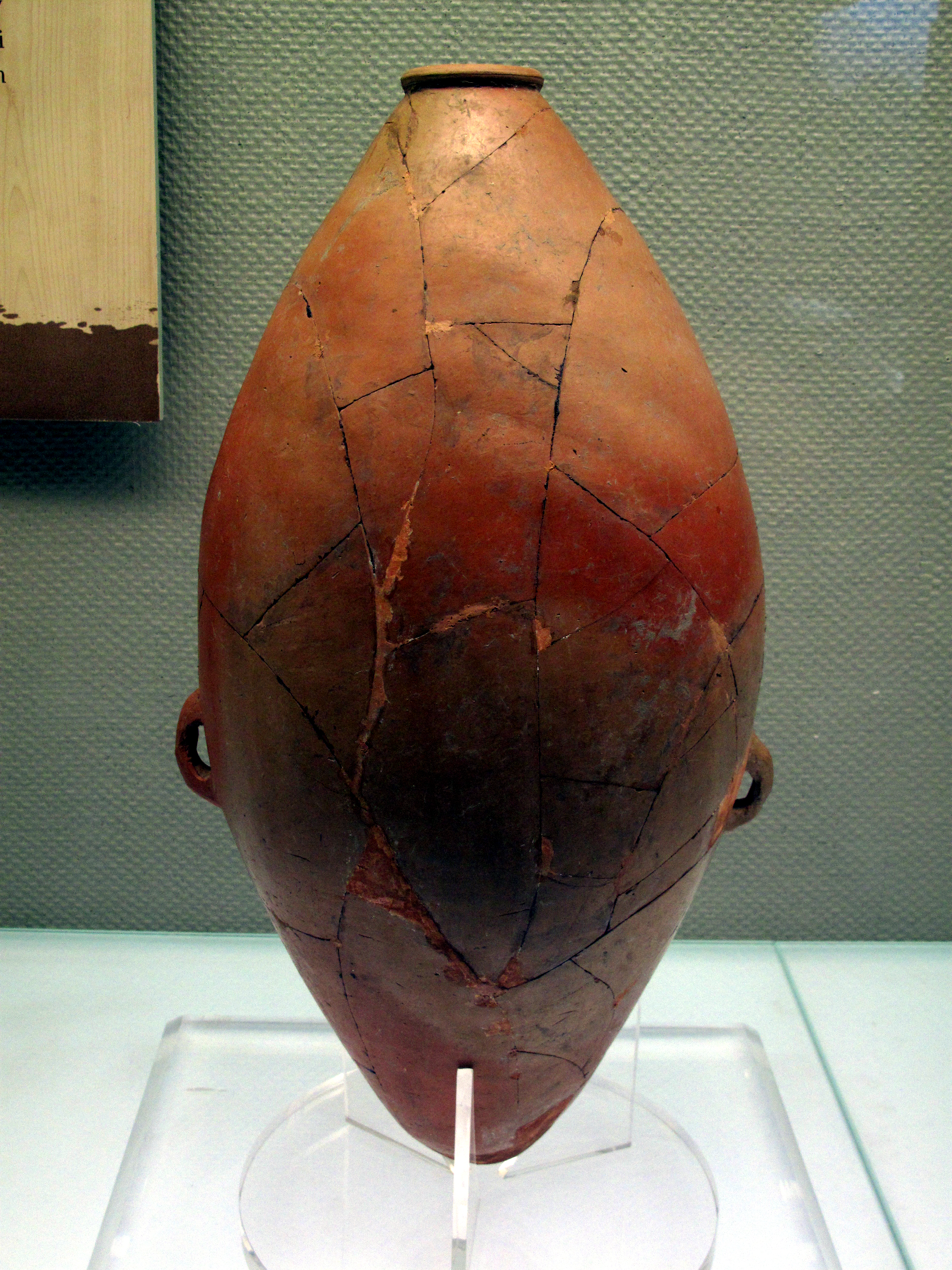
翼城枣园遗址出土的陶壶

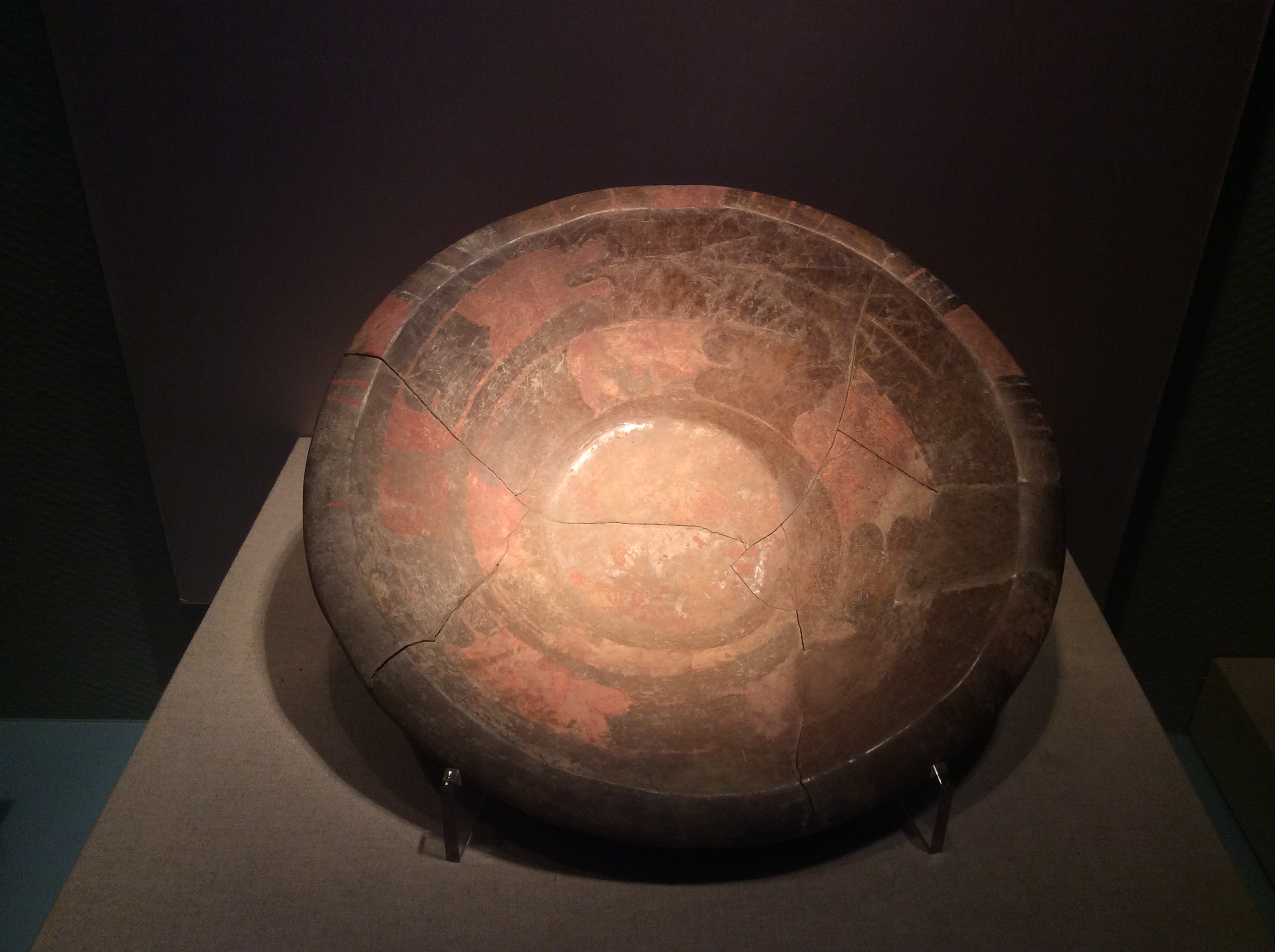
襄汾陶寺遗址出土龙盘

- 山西是华夏文明的发祥地之一，拥有众多的古遗址，号称“地上文物中国第一”。传说中尧都平阳（今临汾）、舜都蒲板（今永济）、禹都安邑（今夏县），都在山西境内建过都。临汾有尧庙、尧陵，沁水有舜王坪，河津的龙门则是夏禹治水的所在，又叫禹门口。
- 夏代时期，商汤讨伐夏桀，夏桀由国都安邑，迁都于垂都（今晋城城区与泽州县）。

## 商

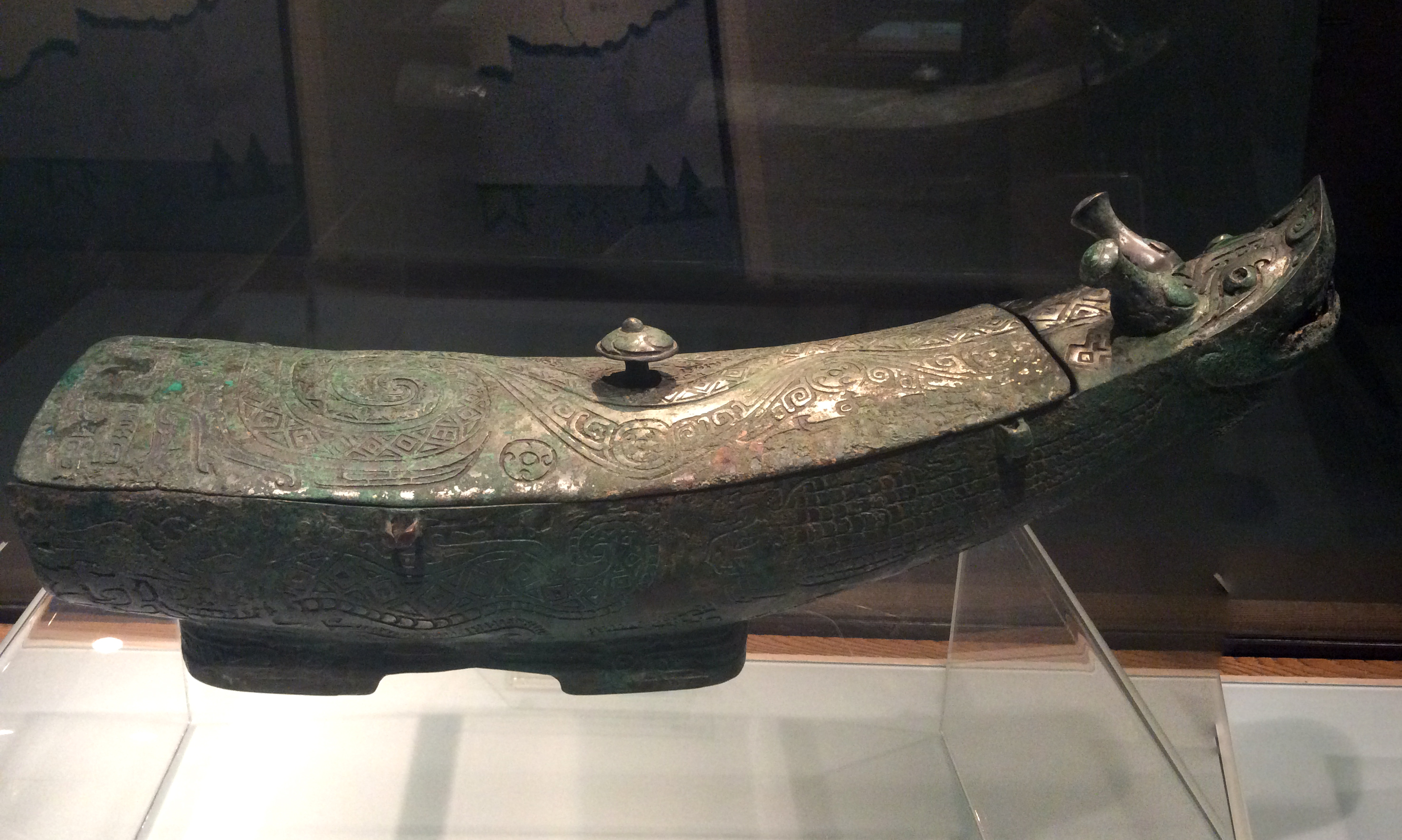
石楼桃花者遗址出土龙形觥

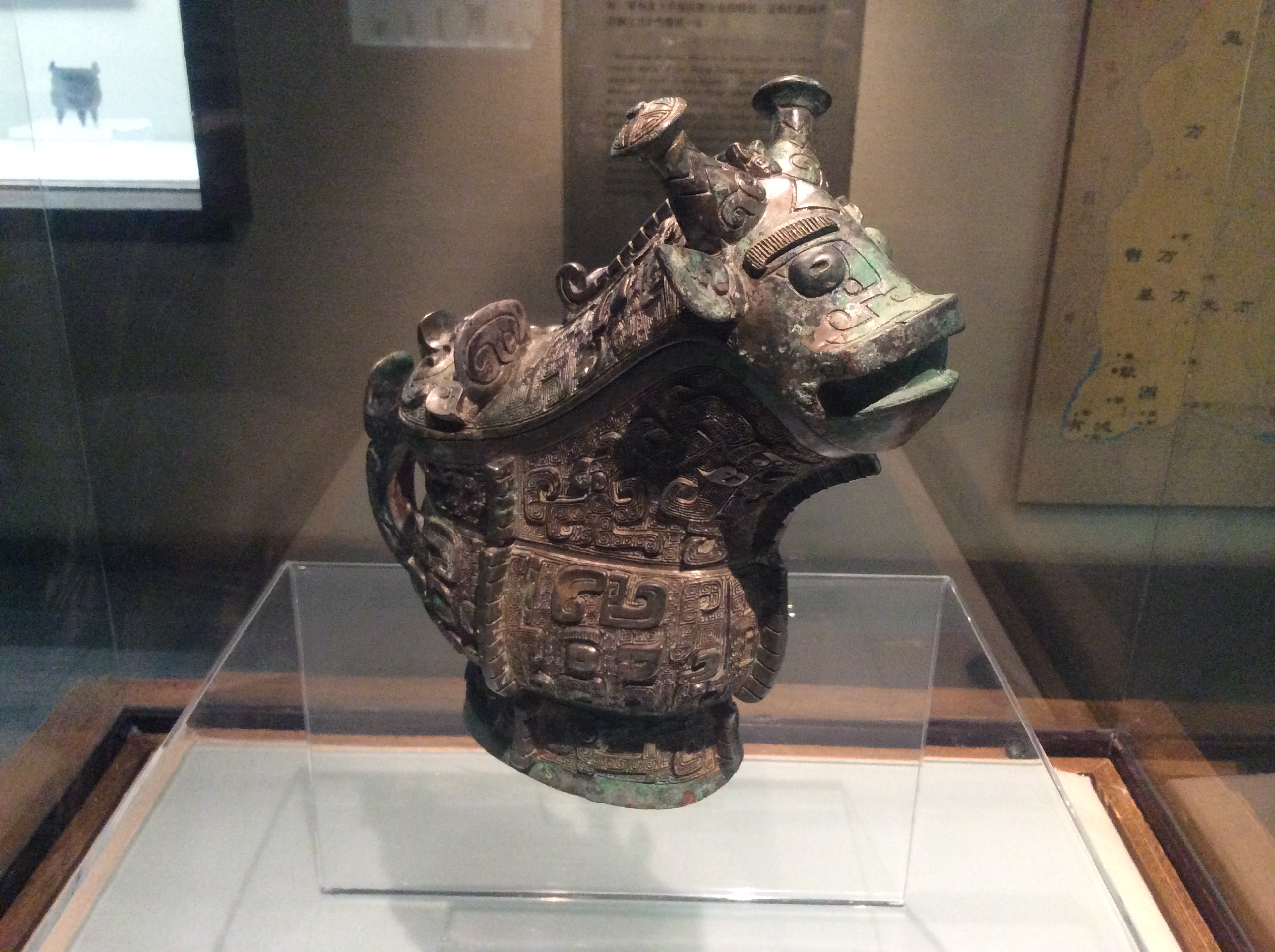
灵石旌介墓地出土的兽形觥

## 周

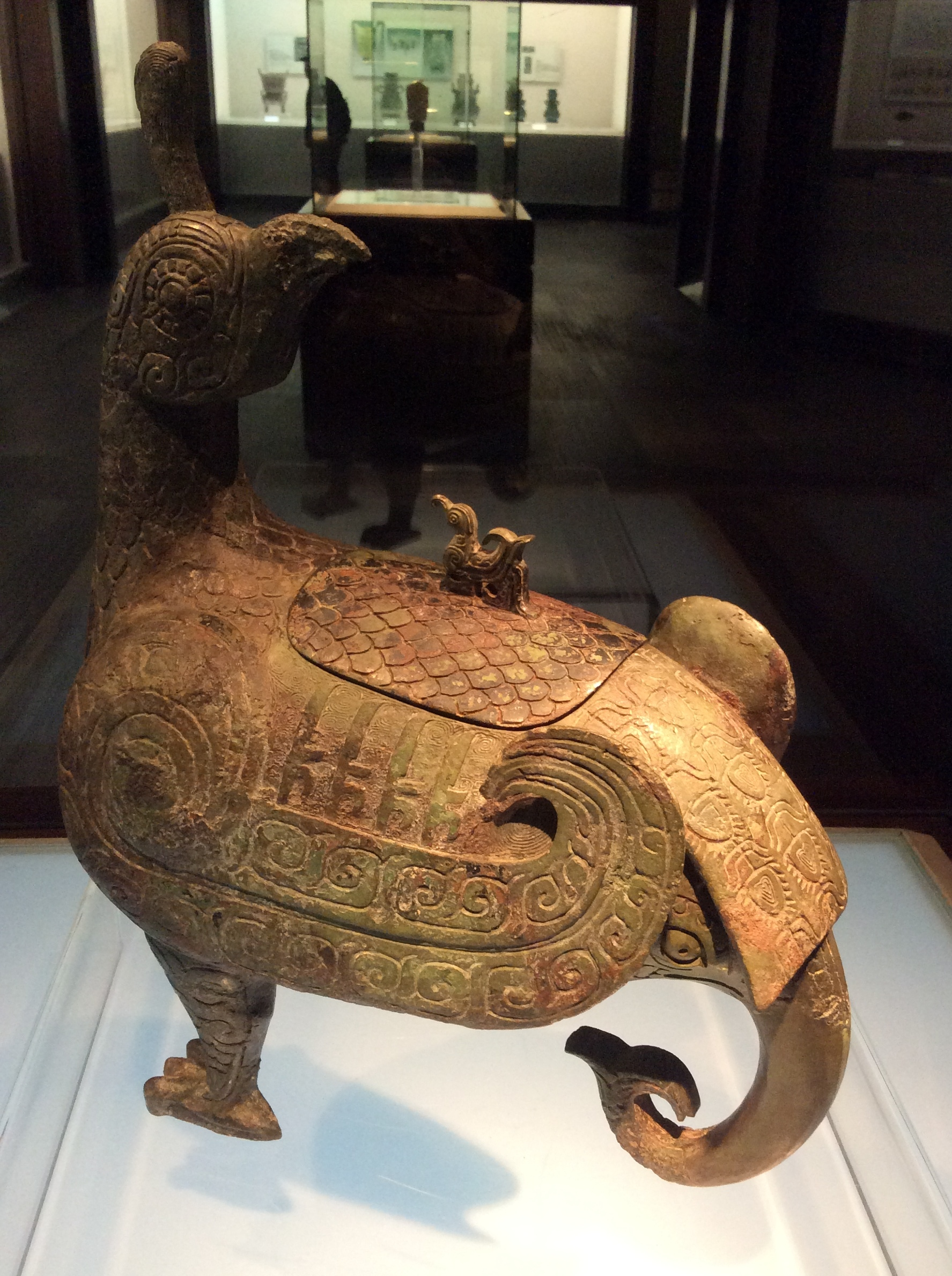
曲沃晋侯墓地出土的鸟尊

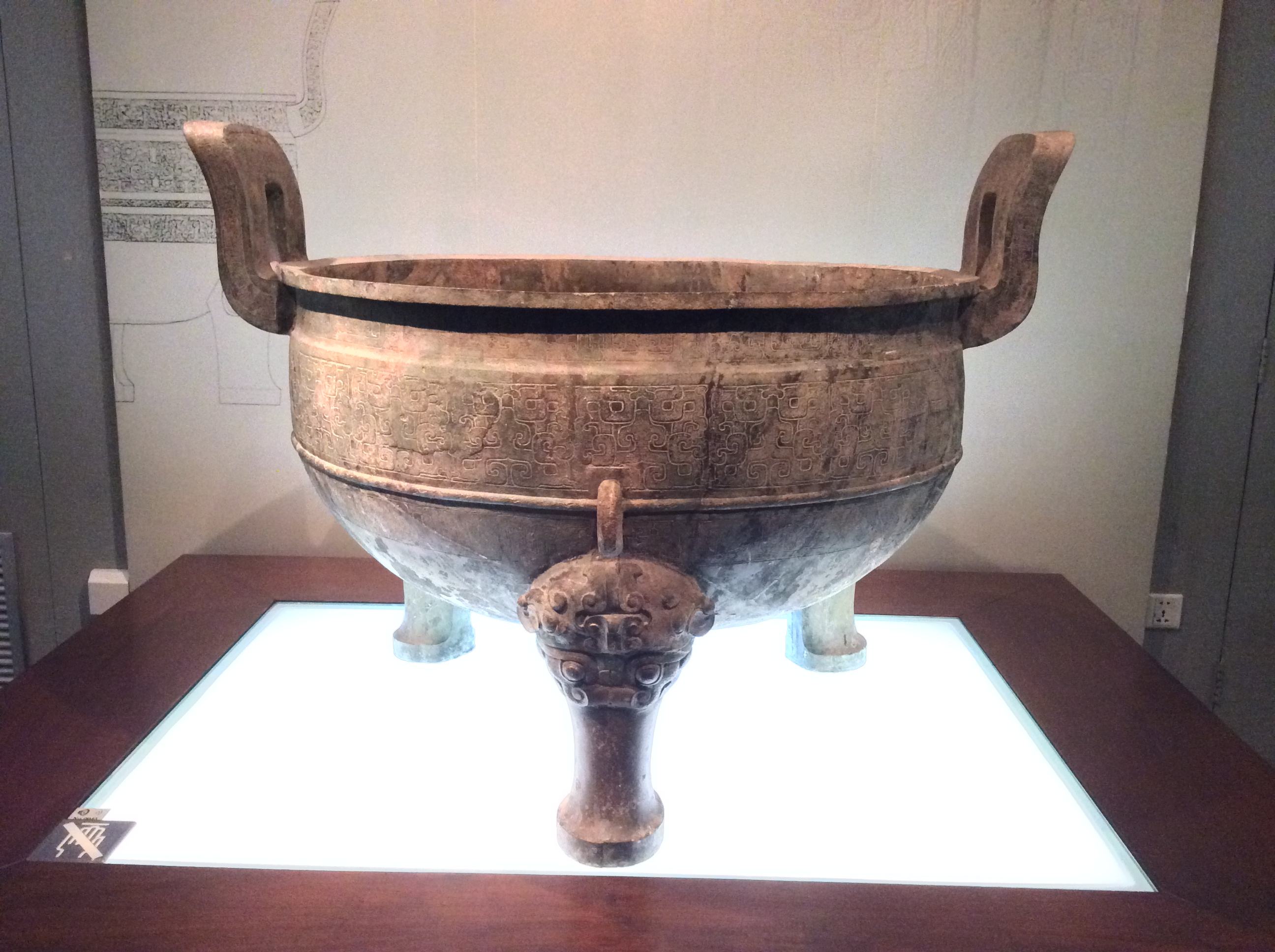
太原金胜村赵卿大墓出土的镬鼎

- 春秋时期，在山西境内的诸侯国有：晋国、魏國 (春秋)、耿国、虞国和霍国。其中大部分地区属于晋国，所以今天山西简称为晋。晋国起源于公元前1106年，周成王封他的弟弟叔虞（“桐叶封弟”）。太原著名的旅游胜地——晋祠就是纪念叔虞的祠堂。到晋文公重耳当政时，曾经称霸中原。公元前453年发生了晋阳之战，赵，魏、韩三家联合消灭智氏，这场战争后逐步形成了三分晋国的局面，史称“三家分晋”，至前403年晋国灭亡，许多历史学者认为战国时代正式开始。所以今天山西也被称为“三晋”。
- 战国時，赵国的都城在晋阳（今太原西南），韩国的都城在平阳（今临汾）、魏国的都城在安邑（今夏县北），战国中期以后趙魏都城分别迁都到今河北邯鄲、河南開封（大梁）。

## 秦汉

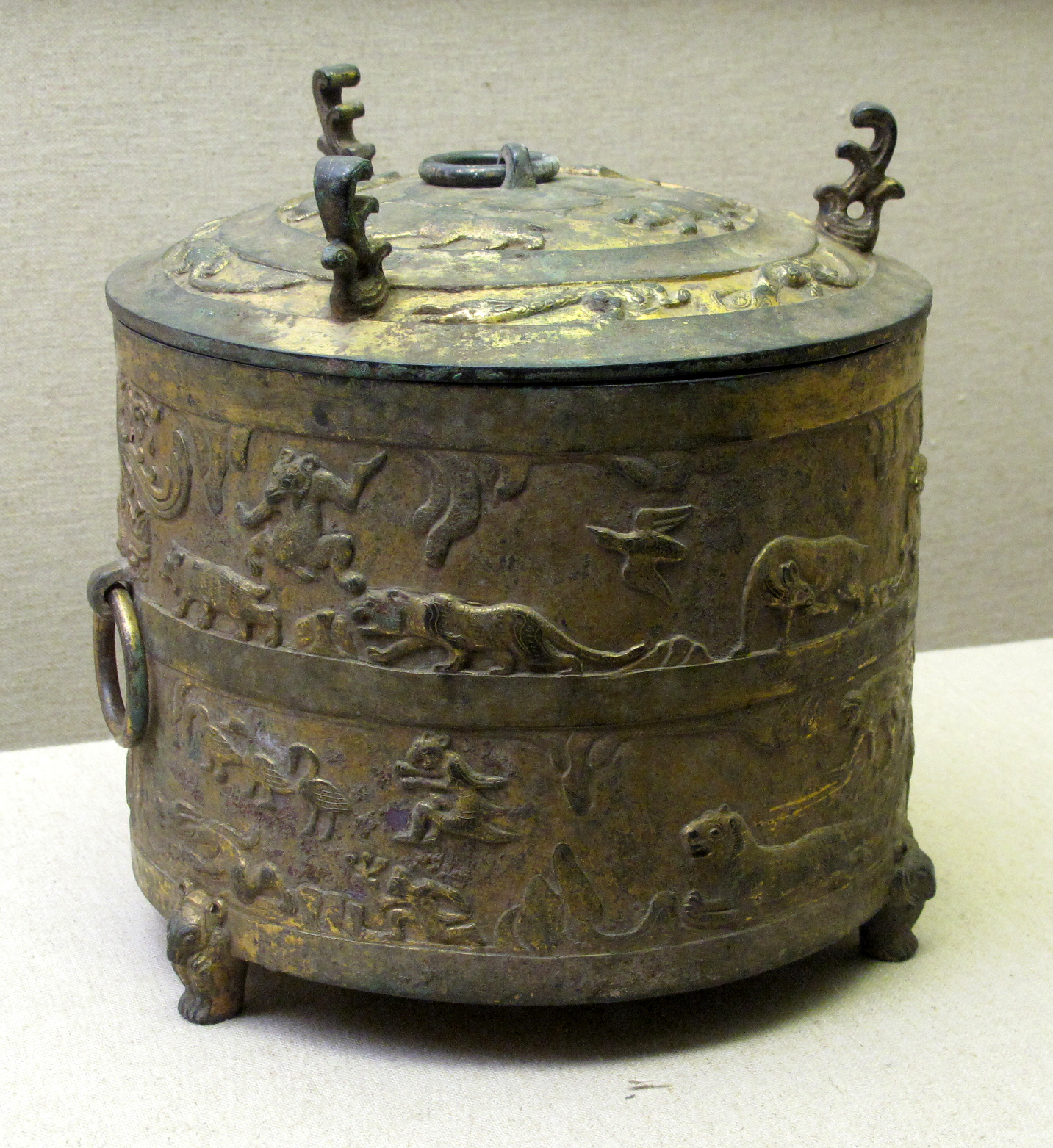
右玉大川村出土的胡傅温酒樽

- 秦始皇统一中国，把全国划分为三十六郡，今山西境内有5郡：雁门郡、代郡、太原郡、上党郡、河东郡。
- 汉朝时,武帝元封中年时，置并州刺史部，为十三州部之一。东汉初年，罷朔方刺史部，其下諸郡改隷并州。其時并州下领太原郡、上党郡、西河郡、云中郡、定襄郡、雁门郡、朔方郡、五原郡、上郡九郡。东汉末年并入冀州。
- 三国时，魏黄初元年(220年)复置并州，领太原郡、上党郡、西河郡、雁门郡、乐平郡、新兴郡六郡。
- 東汉初年，南匈奴内附，在吕梁山、黃河和汾河流域駐牧。到三国曹魏时，山西境内的匈奴人分为五部：并州兹氏（在今汾阳〕为左部；祁（今祁县）为右部；蒲子（今隰县）为南部，新兴（今忻州）为北部；大陵（今文水）为中部，人数多达数十万。此外，还有羯族在武乡居住；鲜卑族拓跋部在代县和大同居住；氐、羌在陕、甘居住，历史上称为“五胡”。

## 魏晋南北朝

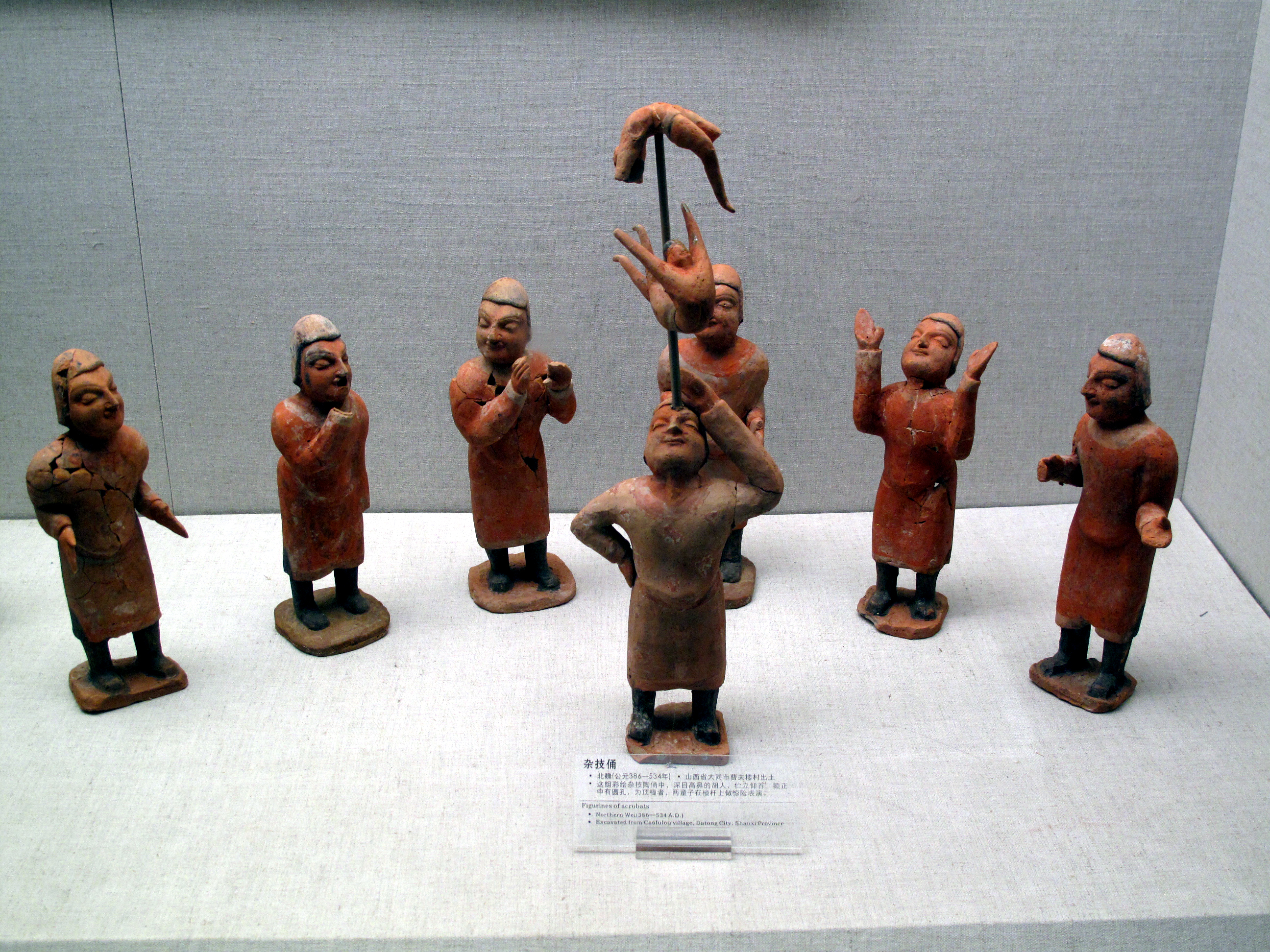
大同曹夫楼村出土的胡人杂技俑

- 西晉時為并州、司州，并州有新兴、雁门、乐平、上党四郡及西河国、太原国，司州有河东郡。
- 304年，匈奴首领刘渊在左国城（今离石）起兵，自称汉王。此后，由于连年战乱，山西的经济遭到了严重破坏。
- 後來山西地經歷羯族的後趙，漢族的冉魏，鮮卑的前燕,氐的前秦，羌的後秦，417年东晋北伐破长安後也短暫的佔有今天的山西地。
- 383年，西燕慕容永称帝，置建兴郡（今晋城市全境），建兴是南北冲要，地势险要，高欢曾以司马子如为建兴太守，令其以三千骑兵镇守建兴。
- 386年。鲜卑族拓跋珪建立了北魏，在平城（今大同）建都。436年四月，北魏灭北燕降服高句丽等边疆政权，统一除了今天辽东以北的北方。后来，北魏分裂为东魏和西魏，东魏的实权落在大将高欢的手中。550年，高欢之子高洋取代东魏，建立北齐。高氏父子定都于今河北邺城,以晋阳为别都。北魏时佛教兴起，寺院有三万所，和尚尼姑多达200万。云岗石窟在这一时期（453年—495年）修凿完工。交城的玄中寺也于472年开始创建，成为昙鸾大师所创佛教净土宗的诞生地。
- 北魏延昌元年（512年），原平、代县发生7.5级地震，造成5310人死亡、2722人受伤。
- 北魏永安二年(529)，改建兴郡，置建州，领四郡，驻高都（今晋城市城区与郊区）。
- 北齐天保七年（557），置建州道行台，领三郡，驻高都。
- 北周宣政元年（578）分上党郡地置潞州（治今襄垣县南），上党郡改隶潞州。

## 隋唐五代
- 隋开皇三年(583)，改建州为泽州，依境内获泽河为名，隋末泽州刺史张伯英随汉王杨谅反隋。
- 隋末，太原留守李渊（唐高祖）和他的儿子李世民（唐太宗）率兵，从太原起兵反隋。在618年建立唐朝，重新统一中国。唐朝对山西十分重视，认为这里是“龙兴”之地，把太原定为北都。山西的经济发展曾经居于全国的前列。那时，全国共有18个盐池，河东就占了五个，一个产盐万斛，供应京师，被柳宗元称为“国之大宝”。唐代出现的山西名人很多，如女皇武则天、名相狄仁杰等。隋唐时期，佛教兴盛，五台山在那时已经是寺庙林立的佛教圣地。
- 唐泽州地位险要，三位皇族任泽州刺史，分别是密王李元晓、韩王李元嘉、宁王李成器，还有开国元勋长孙敬德。
- 五代十国时期，李存勖、石敬瑭和刘知远所建立的後唐（923年－936年）、後晉（936年－947年）和後漢（947年－950年），都是以太原为依托，以泽潞二州为辅翼，夺取中原的。刘知远的弟弟刘崇在山西北、中部建立了北汉。

## 宋辽金
- 北汉刘崇依靠北方的契丹，和北宋王朝相对抗。960年，后周大将李筠占据泽州，宋太祖御驾亲征大败李筠。979年，宋太宗赵光义率领大军灭北汉，并将晋阳城放火烧毁。982年，宋王朝派大将潘美在今太原市区重建新城。
- 北宋初期，山西属于河东路，再度出现了繁荣景象。太原产的铜镜和剪刀远销各地，遐迩闻名。泽、潞二州所产铁器、硫磺文明天下，河东所产盐行销各地，同时，山西境内已开始用煤作燃料。
- 南宋以后，战乱不止，北方经济遭到严重破坏。山西因有太行山为屏障，受战火摧残比其他地方相对较少，经济文化还比较发达。南宋一朝山西地都属于金国控制。

## 元
- 元朝时属于中书省河东山西道宣慰司。
- 1303年，洪洞、赵城一带发生8级地震，造成200,000到475,800人死亡，大震后余震数年不止，加之连续三年天旱无收，人民饥寒交迫，流离失所。

## 明
- 1368年，朱元璋派徐达、常遇春率领明军，进入山西，设山西行省。朱元璋封他的三个儿子为藩王，驻扎山西：朱㭎为晋王，驻在太原；朱桂为代王，驻在大同；朱模为沈王，驻在潞安（长治），朱逊炓为宣宁王，驻泽州府（今晋城），重修、加固长城，防备元朝残余势力的侵扰。
- 明初，曾从山西大量移民充实人烟稀少的华北平原。洪洞县的大槐树曾是著名的集合点，至今在各省人民中仍流传着：“若问祖先来何处？山西洪洞大槐树”的民谚。

## 清
- 清代，把长城以外的呼和浩特等地划入山西，山西共设9府、16州、108个县。山西的商业与金融业十分活跃，出现了闻名全国的山西票号，山西商人在全国建立了许多会馆如山西会馆、泽潞会馆或山陕会馆等。
- 光绪元年至四年（1875-1878年）间多省发生特大旱灾饥荒，其中以山西的灾情最为严重，太原府100万人死95万。全国总死亡数计950万-2000万不等，也就是清朝人口的约2-4%[1]。
- 1900年义和团运动期间，山西省发生很多针对基督徒和传教士的屠杀事件。中国内地会的刊物记载说，在山西省北部共有15,000到20,000名本地信徒被杀害。其中著名的有太原教案[2]。

## 中华民国
- 清末民初，山西各地废府留县，分置冀宁、河东、雁门三道，太原、汾州、潞安、泽州四府属冀宁道，蒲州、平阳二府属河东道，大同、朔平二府属雁门道。
- 山西军阀阎锡山辛亥革命時，率部起義，任山西都督。之後曾支持袁世凱稱帝，獲封「一等侯」，之後亦繼續支持北洋政府。1917年護法期間，奉段祺瑞令帶兵赴湖南作戰。因山西省於清朝末年與民國初年為中國富庶省份之一，因此閻錫山也成為1910年代－1920年代中國的重要地方統治者之一。
- 中华民国国民政府时期， 山西省下轄一市、十四行政督察區、一百零五縣。市為太原市。縣為大同縣、大寧縣、山陰縣、中陽縣、五寨縣、五臺縣、介休縣、天鎮縣、太谷縣、屯留縣、文水 縣、方山縣、代縣、右玉縣、左雲縣、平定縣、平陸縣、平順縣、平遙縣、平魯縣、永和縣、永濟縣、石樓縣、交城縣、吉縣、安邑縣、安澤縣、曲沃縣、孝義縣、 沁水縣、沁源縣、沁縣、汾西縣、汾城縣、汾陽縣、忻縣、和順縣、定襄縣、昔陽縣、武鄉縣、河曲縣、河津縣、盂縣、祁縣、長子縣、長治縣、岢嵐縣、芮城縣、 保德縣、垣曲縣、洪洞縣、夏縣、徐溝縣、晉城縣、晉源縣、朔縣、浮山縣、神池縣、高平縣、偏關縣、清源縣、陵川縣、崞縣、猗氏縣、壺關縣、嵐縣、渾源縣、絳縣、鄉寧縣、陽曲縣、陽城縣、陽高縣、新絳縣、榆次縣、榆社縣、万荣縣、虞鄉縣、解縣、壽陽縣、寧武縣、榮河縣、聞喜縣、蒲縣、趙城縣、廣靈縣、稷山 縣、黎城縣、興縣、遼縣、霍縣、靜樂縣、潞城縣、應縣、繁峙縣、翼城縣、臨汾縣、臨晉縣、臨縣、襄垣縣、襄陵縣、隰縣、離石縣、懷仁縣、靈石縣、靈邱縣等 一百零五縣。

## 中华人民共和国
- 中华人民共和国成立后，受“小三线建设”及“支援内地”之惠，社会经济曾一度快速发展。文革期间集体主义建设突出，曾涌现了像大寨村这样的集体主义经济模范。毛泽东为此发出了“农业学大寨”的号召。
- 改革开放后经济转而主要依靠地下丰富的煤炭资源，逐步依托煤发展电力及煤化工，大同、太原等地均有大型煤矿。
- 21世纪以来，山西正在逐步扭转以资源密集型产业为重点的单一经济模式，努力在高技术，高附加價值的相关产业上做文章，并且已经取得了一些成效。